# Volkswagen Polo IV
La Volkswagen Polo IV è un'autovettura prodotta dalla casa automobilistica tedesca Volkswagen dal 2001 al 2009.

## Profilo e contesto
Presentata nel settembre 2001 al Salone di Francoforte, la quarta serie del 2001 è riconoscibile dalla coppia di fari tondi anteriori, aumenta anche di dimensioni rispetto alla serie precedente, superando quelle iniziali dei primi modelli della sorella maggiore Golf.
Gli allestimenti disponibili erano nelle serie Comfortline, Trendline e Highline diversi tra di loro soprattutto per gli accessori resi disponibili oltre a quelli di serie che comprendevano gli apparati di sicurezza come ABS e airbag. Anche per questa versione rimane la politica di utilizzare molte parti in comune con altre vetture dello stesso gruppo, in questo caso alla SEAT Ibiza si aggiunge anche la Škoda Fabia.
La quarta serie della Polo ha ottenuto nuovamente 4 stelle di valutazione nei test EuroNCAP del 2002.

## Quarta serie (9N3) - Restyling 2005

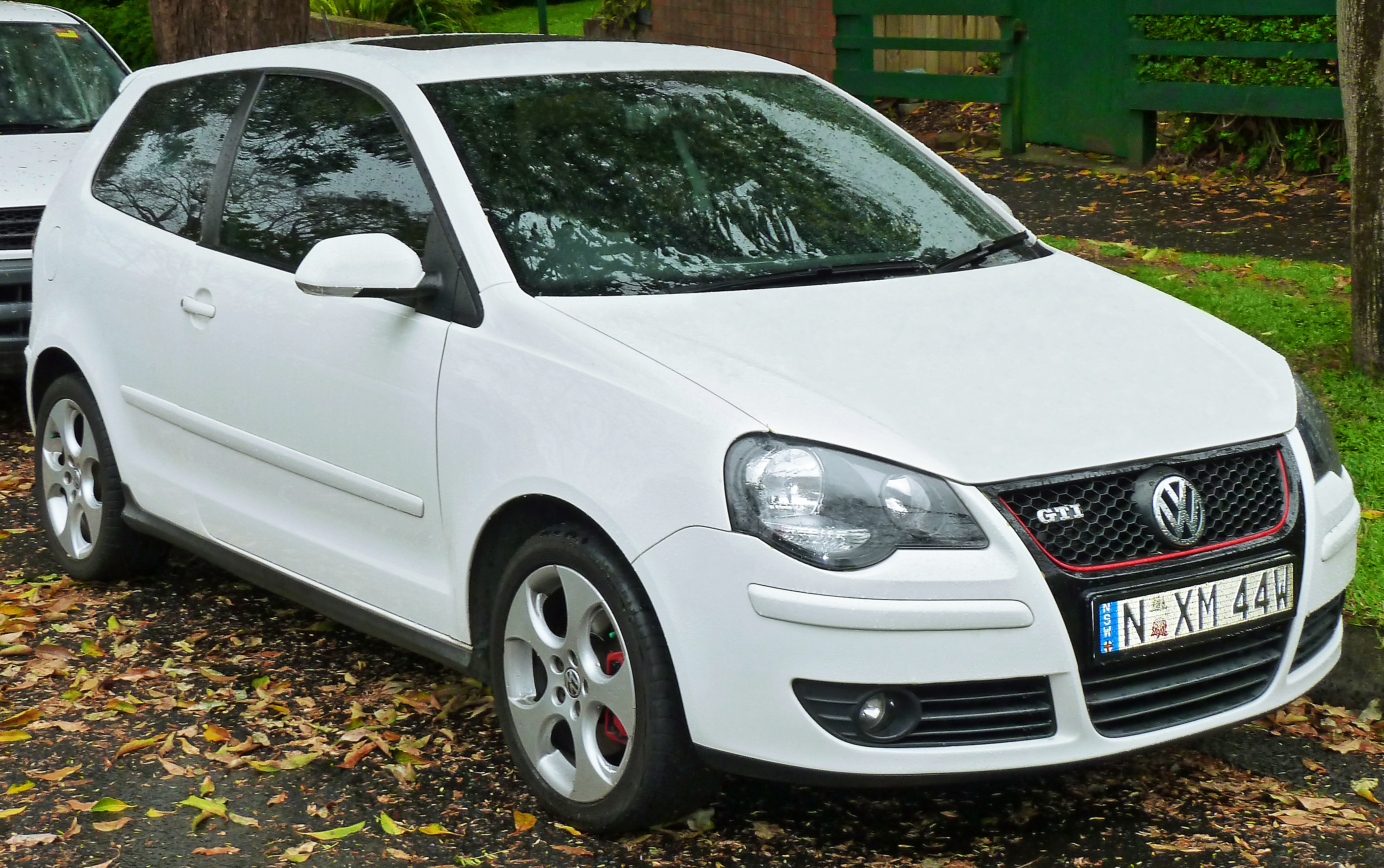
VW Polo IV 9N3 restyling GTI 3 porte

Nel 2005, la quarta serie subisce un restyling; le nuove linee colpiscono per lo stile aggressivo, sia nella parte anteriore sia in quella posteriore, disegnata dal designer italiano Walter de Silva. Tra le versioni "speciali", vi sono la Cross, con impostazione simile a un piccolo SUV, ma senza trazione integrale e la GTI da 150 CV con motore 1,8 turbo a quattro cilindri in linea e distribuzione bialbero a 20 valvole (5 per ogni cilindro). Su alcuni mercati esteri è presente la versione "GTI CUP Edition", costruita solamente in 800 esemplari, con kit estetico ispirato alle polo utilizzate per le gare monomarca (cup races, da qui il nome), motore da 1.8 litri turbocompresso da 180 CV, freni anteriori dal diametro di 312 mm a differenza di quelli montati sulla GTI normale che hanno un diametro di 288 mm.
Le motorizzazioni a benzina prevedono il 3 cilindri 1.2 da 60 CV da 6 valvole (in sostituzione del 1.2 da 54 CV) o 1.2 da 70 CV 12 valvole, i 4 cilindri 1.4 da 80 CV (in sostituzione del 1.4 da 75 CV) e il nuovo motore a iniezione diretta 1.4 FSI di 86 CV e 1.6 da 105 CV. Vi è inoltre un'unità sovralimentata di 1.8 litri da 150 CV. I propulsori turbodiesel sono i 3 cilindri 1.4 da 70 CV o 80 CV (a partire dal 2007 è di serie il DPF) e il 4 cilindri 1.9 da 101 CV o 130 CV.
Oltre che nelle diffuse versioni a 3 e 5 porte hatchback, la quarta serie restyling era disponibile anche in versione da classica berlina quattro porte, prodotta negli stabilimenti Volkswagen in Brasile, Sudafrica e Cina ed esportata soprattutto nei paesi dell'America Latina.

## Motorizzazioni
| Modello            | Disponibilità    | Motore      | Cilindrata (cm³) | Potenza         | Coppia max (Nm) | Emissioni CO2 (g/km) | 0–100 km/h (secondi) | Velocità max (km/h) | Consumo medio (km/L) |
| 1.2                | dal 2005 al 2007 | Benzina     | 1198             | 40 kW (54 CV)   | 108             | 138                  | 17,5                 | 152                 | 16,5                 |
| 1.2/60 CV          | dal 2007 al 2009 | Benzina     | 1198             | 44 kW (60 CV)   | 108             | 138                  | 16,.5                | 157                 | 16,5                 |
| 1.2 12V            | dal 2001 al 2007 | Benzina     | 1198             | 47 kW (64 CV)   | 112             | 142                  | 14,9                 | 162                 | 16,1                 |
| 1.2/70 CV 12V      | dal 2007 al 2009 | Benzina     | 1198             | 51 kW (70 CV)   | 112             | 138                  | 14,5                 | 167                 | 16,5                 |
| 1.4 16V            | dal 2001 al 2006 | Benzina     | 1390             | 55 kW (75 CV)   | 126             | 154                  | 12,9                 | 172                 | 14,8                 |
| 1.4/80 CV 16V      | dal 2001 al 2009 | Benzina     | 1390             | 59 kW (80 CV)   | 132             | 152                  | 12,2                 | 175                 | 14,9                 |
| 1.4 16V FSI        | dal 2005 al 2006 | Benzina     | 1390             | 62 kW (86 CV)   | 130             | 139                  | 12,1                 | 178                 | 16,5                 |
| 1.4/101 CV 16V     | dal 2001 al 2005 | Benzina     | 1390             | 74 kW (101 CV)  | 126             | 168                  | 10,9                 | 188                 | 13,5                 |
| 1.6                | dal 2006 al 2009 | Benzina     | 1598             | 77 kW (105 CV)  | 148             | 165                  | 10,4                 | 192                 | 13,6                 |
| 1.8 T 20V GTI      | dal 2006 al 2009 | Benzina     | 1781             | 110 kW (150 CV) | 220             | 186                  | 8,4                  | 216                 | 12,2                 |
| 1.4/69 CV TDI DPF  | dal 2006 al 2009 | Diesel      | 1422             | 51 kW (69 CV)   | 155             | 119                  | 14,6                 | 164                 | 21,2                 |
| 1.4 TDI            | dal 2001 al 2005 | Diesel      | 1422             | 55 kW (75 CV)   | 195             | 124                  | 13,6                 | 170                 | 20,8                 |
| 1.4/80 CV TDI DPF  | dal 2005 al 2009 | Diesel      | 1422             | 59 kW (80 CV)   | 195             | 119                  | 12,2                 | 175                 | 22,2                 |
| 1.9 SDI            | dal 2001 al 2005 | Diesel      | 1896             | 47 kW (64 CV)   | 125             | 132                  | 17,0                 | 160                 | 19,5                 |
| 1.9/101 CV TDI     | dal 2001 al 2005 | Diesel      | 1896             | 74 kW (101 CV)  | 240             | 135                  | 10,7                 | 188                 | 19,2                 |
| 1.9/130 CV TDI     | dal 2005 al 2009 | Diesel      | 1896             | 96 kW (130 CV)  | 310             | 137                  | 9,2                  | 206                 | 18,4                 |
| 1.4/75 CV BiFuel G | dal 2006 al 2007 | Benzina/GPL | 1390             | 55 kW (75 CV)   | 126             | 150                  | 13.0                 | 170                 | 14,8                 |
| 1.4/80 CV BiFuel G | dal 2006 al 2009 | Benzina/GPL | 1390             | 59 kW (80 CV)   | 126             | 150                  | 13.0                 | 170                 | 14,8                 |